# Capgras syndrom
Capgras syndrom är ett tillstånd där en person är övertygad om att en familjemedlem eller nära vän är ersatt med en exakt kopia eller en bedragare. Personen som lider av Capgras syndrom är helt övertygad om att han eller hon har rätt, men kan inte närmare förklara det.
Tillståndet kan uppträda vid schizofreni eller en organisk hjärnskada. Andra möjliga orsaker till Capgras syndrom är Alzheimers sjukdom och demens. Bägge dessa sjukdomstillstånd har en inverkan på minnet och kan förändra den drabbades känsla för vad som är verklighet och ej. Exakt vad som framkallar syndromet är dock oklart. Vissa forskare tror att det orsakas av ett problem inuti hjärnan, medan andra istället tror att det uppstår till följd av en kombination av såväl fysiska som kognitiva förändringar. En annan teori är att Capgras syndrom orsakas av en svårighet att processa information eller ett fel i individens uppfattningsförmåga, vilket sammanfaller med saknade eller skadade minnen.
Tillståndet beskrevs vetenskapligt första gången av Joseph Capgras och Jean Reboul-Lachaux år 1923, men tidigare beskrivningar lär finnas.
På social nivå finns konspirationsteorier som liknar Capgras syndrom. Ett känt exempel: På hösten 1969 cirkulerade ett rykte att Paul McCartney i The Beatles omkommit 1966 och ersatts med en dubbelgångare. Detaljer på skivomslag, versrader i texter och låtar spelade baklänges sades ge dolda tecken om detta.